# Lista de bispos, arcebispos e patriarcas de Lisboa
Esta é uma lista dos Bispos, Arcebispos e Patriarcas de Lisboa.

## Bispos de Lisboa
| Nº                                         | Retrato | Prelado                          | Vida             | Mandato                                      | EP      | Observações | Brasão |
| ------------------------------------------ | ------- | -------------------------------- | ---------------- | -------------------------------------------- | ------- | --- | ------ |
| 1                                          |         | São Manços                       | Século I         | 36                                           |         | Também 1.º Bispo de Évora |        |
| 2                                          |         | Filipe Filoteu                   | Século I         | 92                                           |         | |        |
| 3                                          |         | Pedro                            | Século II        | 166                                          |         | |        |
| 4                                          |         | Pedro                            | Séculos II-III   | 213                                          |         | |        |
| 5                                          |         | Jorge                            | Século III       | 260                                          |         | |        |
| 6                                          |         | Pedro                            | Século III       | 297                                          |         | |        |
| 7                                          |         | São Gens de Lisboa               | Século III       |                                              |         | |        |
| 8                                          |         | São Januário de Lisboa           | Séculos III-IV   | 300                                          |         | |        |
| 9                                          |         | Potâmio                          | Século IV        | 356                                          |         | |        |
| 10                                         |         | António                          | Século IV        | 373                                          |         | |        |
| 11                                         |         | Neobrídio                        | Séculos IV-V     | 430                                          |         | |        |
| 12                                         |         | Júlio                            | Século V         | 461                                          |         | |        |
| 13                                         |         | Azulano                          | Século V         |                                              |         | |        |
| 14                                         |         | João                             | Séculos V-VI     | 500                                          |         | |        |
| 15                                         |         | Éolo                             | Século VI        | 536                                          |         | |        |
| 16                                         |         | Nestoriano                       | Século VI        | 578                                          |         | |        |
| 17                                         |         | Paulo                            | Século VI        | 589                                          |         | |        |
| 18                                         |         | Goma (ou Gomarelo)               | Século VI-VII    | 610                                          |         | |        |
| 19                                         |         | Viarico (ou Ubalico, Dialico)    | Século VII       | 633                                          |         | |        |
| 20                                         |         | Nefrígio (ou Nefredo, Neofrídio) | Século VII       | 646                                          |         | |        |
| 21                                         |         | Cesário (ou César)               | Século VII       | 656                                          |         | |        |
| 22                                         |         | Teodorico                        | Século VII       | 666                                          |         | |        |
| 23                                         |         | Ara                              | Século VII       | 683                                          |         | |        |
| 24                                         |         | Landerico                        | Século VII       | 688                                          |         | |        |
| 25                                         |         | Hildefonso                       | Séculos VII-VIII | 700 – 716                                    |         | |        |
| Sede Impedita 716 – 1147 (dominação moura) |         |                                  |                  |                                              |         | |        |
| 26                                         |         | D. Gilberto de Hastings          | † 1166           | 1147 27 de Abril de 1166                     | 18 anos | Cruzado inglês |        |
| 27                                         |         | D. Álvaro                        | † 1184           | 1166 11 de Setembro de 1184                  | 18 anos | |        |
| 28                                         |         | D. Soeiro Anes                   | † 1210           | 1185 28 de Setembro de 1210                  | 25 anos | |        |
| 29                                         |         | D. Soeiro Viegas                 | † 1232           | 1185 9 de Janeiro de 1232                    | 22 anos | |        |
| -                                          |         | D. Vicente Hispano               | Séculos XII-XIII | não empossado                                | –       | Bispo-Eleito em 1232, renunciou |        |
| -                                          |         | D. Paio Pais                     | † 1233           | 1232 19 de Abril de 1233                     | 1 ano   | Bispo-Eleito, morreu antes da confirmação pontifícia Prior de Guimarães                                                               |        |
| -                                          |         | D. João Falberto                 | Séculos XII-XIII | não empossado                                | –       | Bispo-Eleito em 1233, renunciou |        |
| -                                          |         | D. Estêvão Gomes                 | Séculos XII-XIII | não empossado                                | –       | Bispo-Eleito em 1234, eleição invalidada pelo Papa, renunciou                                                                         |        |
| 30                                         |         | D. João Rol                      | † 1241           | 20 de Dezembro de 1239 20 de Outubro de 1241 | 1 ano   | |        |
| -                                          |         | D. Ricardo Guilherme             | Séculos XII-XIII | não empossado                                | –       | Bispo-Eleito em 1241, eleição invalidada pelo Papa                                                                                    |        |
| 31                                         |         | D. Airas Vasques                 | † 1258           | 1 de Março de 1244 20 de Outubro de 1258     | 14 anos | Executado por ordem de D. Afonso III                                                                                                  |        |
| 32                                         |         | D. Mateus                        | † 1282           | 1258 19 de Setembro de 1282                  | 22 anos | Confirmado pelo Papa em 1262 |        |
| 33                                         |         | D. Estêvão Anes de Vasconcelos   | 1230–1287 († 57) | 31 de Maio de 1286 9 de Agosto de 1287       | 1 ano   | |        |
| 34                                         |         | D. Domingos Anes Jardo           | † 1293           | 7 de Outubro de 1289 16 de Dezembro de 1293  | 4 anos  | Antes Bispo de Évora Chanceler de D. Dinis I                                                                                          |        |
| 35                                         |         | D. João Martins de Soalhães      | 1250–1325 († 75) | 18 de Janeiro de 1294 8 de Outubro de 1313   | 19 anos | Nomeado Arcebispo de Braga |        |
| 36                                         |         | D. Frei Estêvão Miguéis          | † 1326           | 8 de Outubro de 1313 6 de Setembro de 1322   | 8 anos  | Antes Bispo do Porto Nomeado Bispo de Cuenca                                                                                          |        |
| 37                                         |         | D. Gonçalo Pereira               | 1265–1348 († 83) | 21 de Agosto de 1322 27 de Fevereiro de 1326 | 3 anos  | Antes Bispo-Eleito de Évora Nomeado Arcebispo de Braga                                                                                |        |
| 38                                         |         | D. João Afonso de Brito          | † 1342           | 27 de Fevereiro de 1326 26 de Agosto de 1342 | 16 anos | |        |
| 39                                         |         | D. Vasco Martins                 | † 1344           | 29 de Setembro de 1342 25 de Junho de 1344   | 1 ano   | Antes Bispo do Porto |        |
| 40                                         |         | D. Estêvão de la Garde           | † 1361           | 22 de Dezembro de 1344 17 de Maio de 1348    | 3 anos  | Nomeado Bispo de Saites, Arcebispo de Arles                                                                                           |        |
| 41                                         |         | D. Teobaldo de Castillon         | 1283–1356 († 73) | 17 de Março de 1348 28 de Maio de 1356       | 8 anos  | Antes Bispo de Saites |        |
| 42                                         |         | D. Reginaldo de Maubernard       | † 1361           | 20 de Junho de 1356 25 de Agosto de 1358     | 2 anos  | Antes Bispo de Palência, Nomedo Bispo de Autun                                                                                        |        |
| 43                                         |         | D. Lourenço Rodrigues            | † 1364           | 28 de Agosto de 1358 19 de Junho de 1364     | 5 anos  | Antes Bispo de Coimbra |        |
| 44                                         |         | D. Pedro Gomes Barroso, o Jovem  | 1320–1374 († 54) | 23 de Julho de 1364 4 de Junho de 1369       | 4 anos  | Antes Bispo de Siguenza, Bispo de Coimbra Nomeado Arcebispo de Sevilha Elevado a Cardeal em 1371                                      |        |
| 45                                         |         | D. Fernando Álvares              | 1336–1380 († 44) | 4 de Junho de 1369 1371                      | 2 anos  | Nomeado Arcebispo de Sevilha |        |
| 46                                         |         | D. Vasco Fernandes de Toledo     | 1320–1374 († 54) | 16 de Junho de 1371 11 de Agosto de 1371     | 58 dias | Antes Bispo de Palência, Arcebispo Primaz de Toledo Nomeado Arcebispo Primaz de Braga                                                 |        |
| –                                          |         | D. Vasco Rodrigues               | † 1371           | 1371 – 1371                                  | 60 dias | Bispo-Eleito sem confirmação pontifícia Antes Bispo da Guarda, Bispo de Coimbra Depois Arcebispo-Eleito de Braga                      |        |
| 47                                         |         | Cardeal D. Agapito Colona        | 1320–1380 († 60) | 1371 18 de Setembro de 1378                  | 7 anos  | Antes Bispo de Ascoli Piceno, Bispo de Brescia Elevado a Cardeal em 1378                                                              |        |
| 48                                         |         | D. João de Agoult                | † 1395           | 1378 – 1380                                  | 2 anos  | Também Arcebispo do Aix-en-Provence Nomeado pelo Papa Urbano VI de Roma, passou a obediência ao Antipapa Clemente VII de Avinhão      |        |
| 49                                         |         | D. Martinho de Zamora            | † 1383           | 1379 6 de Dezembro de 1383                   | 4 anos  | Antes Bispo do Algarve Nomeado pelo Antipapa Clemente VII de Avinhão Assassinado pelo povo de Lisboa. Elevado a Pseudocardeal em 1383 |        |
| 50                                         |         | D. João Gutiérrez                | † 1383           | 1381 – 1382                                  | 1 ano   | Também Bispo de Dax Nomeado pelo Papa Urbano VI de Roma                                                                               |        |
| 51                                         |         | D. João Anes                     | † 1402           | 1383 10 de Novembro de 1393                  | 10 anos | Elevado a Arcebispo de Lisboa |        |

## Arcebispos de Lisboa
| Nº | Retrato | Prelado                                                   | Vida              | Mandato                                        | EP           | Observações                                                                            | Brasão                          |
| -- | ------- | --------------------------------------------------------- | ----------------- | ---------------------------------------------- | ------------ | -------------------------------------------------------------------------------------- | ------------------------------- |
| 1  |         | D. João Anes Escudeiro                                    | 1340–1402 († 62)  | 10 de Novembro de 1393 3 de Maio de 1402       | 8 anos       | Antes Bispo de Lisboa                                                                  |                                 |
| 2  |         | Cardeal D. João Afonso de Azambuja                        | 1340–1415 († 75)  | 29 de Maio de 1402 23 de Janeiro de 1415       | 12 anos      | Antes Bispo do Algarve, Bispo do Porto, Bispo de Coimbra Elevado a Cardeal em 1411     |                                 |
| 3  |         | D. Diogo Álvares de Brito                                 | † 1422            | 25 de Fevereiro de 1415 1422                   | 7 anos       | Antes Prior de Guimarães, Bispo de Évora Destituído por D. João I                      |                                 |
| 4  |         | D. Pedro de Noronha                                       | 1379–1452 († 73)  | 10 de Março de 1423 12 de Agosto de 1452       | 29 anos      | Antes Bispo de Évora                                                                   |                                 |
| 5  |         | D. Luís Coutinho                                          | 1390–1453 († 63)  | 15 de Novembro de 1452 1453                    | até 135 dias | Antes Bispo de Viseu, Bispo de Coimbra                                                 |                                 |
| 6  |         | Cardeal Infante D. Jaime de Portugal                      | 1433–1459 († 25)  | 30 de Abril de 1453 27 de Agosto de 1459       | 6 anos       | Elevado a Cardeal em 1456                                                              |                                 |
| 7  |         | D. Afonso Nogueira, C.R.S.J.E.                            | 1399–1464 († 65)  | 17 de Setembro de 1459 1464                    | 5 anos       | Antes Bispo de Viseu, Bispo de Coimbra                                                 |                                 |
| 8  |         | Cardeal D. Jorge da Costa, o Cardeal de Alpedrinha        | 1406–1508 († 102) | 26 de Novembro de 1464 28 de Junho de 1500     | 35 anos      | Antes Bispo de Évora Elevado a Cardeal em 1476                                         |                                 |
| 9  |         | D. Martinho da Costa, C.R.S.J.E.                          | 1399–1464 († 65)  | 28 de Junho de 1500 28 de Novembro de 1521     | 21 anos      |                                                                                        | D. Martinho da Costa brasão.png |
| 10 |         | Cardeal Infante D. Afonso de Portugal                     | 1409–1440 († 30)  | 20 de Fevereiro de 1523 16 de Abril de 1440    | 17 anos      | Também Bispo de Évora. Antes Bispo da Guarda, Bispo de Viseu Elevado a Cardeal em 1517 |                                 |
| 11 |         | D. Fernando de Meneses Coutinho e Vasconcelos             | 1480–1564 († 84)  | 29 de Setembro de 1540 7 de Janeiro de 1564    | 23 anos      | Antes Bispo de Lamego                                                                  |                                 |
| 12 |         | Cardeal Infante D. Henrique de Portugal Rei D. Henrique I | 1512–1580 († 68)  | 21 de Junho de 1564 14 de Novembro de 1569     | 5 anos       | Antes Arcebispo Primaz de Braga, 1.º Arcebispo de Évora Elevado a Cardeal em 1545      |                                 |
| 13 |         | D. Jorge de Almeida                                       | 1531–1585 († 54)  | 14 de Novembro de 1570 20 de Março de 1585     | 14 anos      |                                                                                        |                                 |
| 14 |         | D. Miguel de Castro                                       | 1536–1625 († 89)  | 26 de Fevereiro de 1586 1 de Julho de 1625     | 39 anos      | Antes Bispo de Viseu                                                                   |                                 |
| 15 |         | D. Afonso Furtado de Mendonça                             | 1561–1633 († 69)  | 3 de Dezembro de 1626 2 de Julho de 1630       | 3 anos       | Antes Bispo da Guarda, Bispo-Conde de Coimbra, Arcebispo Primaz de Braga               |                                 |
| 16 |         | D. João Manuel de Ataíde                                  | 1570–1633 († 63)  | 24 de Novembro de 1632 4 de Julho de 1633      | 220 dias     | Antes Bispo de Viseu, Bispo-Conde de Coimbra                                           |                                 |
| 17 |         | D. Rodrigo da Cunha                                       | 1570–1633 († 63)  | 3 de Dezembro de 1635 3 de Janeiro de 1643     | 7 anos       | Antes Bispo de Portalegre, Bispo do Porto, Arcebispo Primaz de Braga                   |                                 |
| 18 |         | D. António de Mendonça                                    | † 1675            | 15 de Dezembro de 1670 16 de Fevereiro de 1675 | 4 anos       |                                                                                        |                                 |
| 19 |         | Cardeal D. Luís de Sousa                                  | 1630–1702 († 71)  | 2 de Dezembro de 1675 3 de Janeiro de 1702     | 26 anos      | Antes Capelão-Mor da Casa Real, Bispo Titular Elevado a Cardeal em 1697                |                                 |
| 20 |         | D. João de Sousa                                          | 1647–1710 († 63)  | 1 de Outubro de 1703 29 de Setembro de 1710    | 6 anos       | Antes Bispo do Porto, Arcebispo Primaz de Braga                                        |                                 |

## Patriarcas de Lisboa
| Nº | Retrato | Prelado                                                                         | Vida                  | Mandato                                       | EP       | Observações | Brasão |
| -- | ------- | ------------------------------------------------------------------------------- | --------------------- | --------------------------------------------- | -------- | --- | ------ |
| 1  |         | D. Tomás I D. Tomás de Almeida                                                  | 1670–1754 († 83)      | 7 de Dezembro de 1716 27 de Fevereiro de 1754 | 37 anos  | Antes Bispo de Lamego, Bispo do Porto Elevado a Cardeal em 1737                                                                                           |        |
| 2  |         | D. José I D. José Manuel da Câmara de Atalaia                                   | 1686–1758 († 71)      | 20 de Maio de 1754 9 de Setembro de 1758      | 4 anos   | Elevado a Cardeal em 1747 |        |
| 3  |         | D. Francisco I D. Francisco de Saldanha da Gama                                 | 1723–1776 († 53)      | 28 de Maio de 1759 1 de Novembro de 1776      | 17 anos  | Elevado a Cardeal em 1756 |        |
| 4  |         | D. Fernando I D. Fernando de Sousa e Silva                                      | 1712–1786 († 73)      | 1 de Junho de 1778 11 de Abril de 1786        | 7 anos   | Elevado a Cardeal em 1778 |        |
| 5  |         | D. José II D. José Francisco Miguel António de Mendonça                         | 1725–1808 († 82)      | 10 de Março de 1788 11 de Fevereiro de 1808   | 19 anos  | Elevado a Cardeal em 1788 |        |
| 6  |         | D. Carlos I D. Carlos da Cunha e Menezes                                        | 1759–1825 († 66)      | 23 de Agosto de 1819 14 de Dezembro de 1825   | 6 anos   | Elevado a Cardeal em 1819 |        |
| 7  |         | D. Patrício I D. Frei Patrício da Silva, O.E.S.A.                               | 1756–1840 († 83)      | 13 de Março de 1826 3 de Janeiro de 1840      | 13 anos  | Antes Bispo de Castelo Branco, Arcebispo de Évora Elevado a Cardeal em 1824                                                                               |        |
| 8  |         | D. Francisco II O Cardeal Saraiva D. Frei Francisco de São Luís Saraiva, O.S.B. | 1766–1845 († 79)      | 3 de Abril de 1843 7 de Maio de 1845          | 2 anos   | Antes Bispo Coadjutor de Coimbra, Bispo de Coimbra, Bispo Titular Elevado a Cardeal em 1843                                                               |        |
| 9  |         | D. Guilherme I D. Guilherme Henriques de Carvalho                               | 1793–1857 († 64)      | 24 de Novembro de 1845 15 de Novembro de 1857 | 11 anos  | Antes Bispo de Leiria Também Bispo de Castelo Branco desde 1846 Elevado a Cardeal em 1846                                                                 |        |
| 10 |         | D. Manuel I D. Manuel Bento Rodrigues da Silva                                  | 1800–1869 († 68)      | 18 de Março de 1858 26 de Setembro de 1869    | 11 anos  | Antes Arcebispo Auxiliar de Lisboa, Arcebispo-Bispo de Coimbra Elevado a Cardeal em 1858                                                                  |        |
| 11 |         | D. Inácio I D. Inácio do Nascimento Morais Cardoso                              | 1811–1883 († 71)      | 24 de Abril de 1871 23 de Fevereiro de 1883   | 11 anos  | Antes Bispo do Algarve Elevado a Cardeal em 1873 |        |
| 12 |         | D. José III D. Frei José Sebastião de Almeida Neto, O.F.M.                      | 1841–1920 († 79)      | 9 de Agosto de 1883 30 de Novembro de 1907    | 24 anos  | Antes Bispo de Angola e Congo Elevado a Cardeal em 1884 Cardeal Protopresbítero                                                                           |        |
| 13 |         | D. António I D. António Mendes Bello                                            | 1842–1929 († 87)      | 19 de Dezembro de 1907 5 de Agosto de 1929    | 24 anos  | Antes Arcebispo Auxiliar de Lisboa, Arcebispo-Bispo do Algarve Elevado a Cardeal em 1911 (in pectore), 1914 (revelado)                                    |        |
| 14 |         | D. Manuel II O Cardeal Cerejeira D. Manuel Gonçalves Cerejeira                  | 1888–1977 († 88)      | 28 de Novembro de 1929 10 de Outubro de 1971  | 41 anos  | Antes Arcebispo Auxiliar de Lisboa Elevado a Cardeal em 1929 Vigário Militar, Presidente da Conferência Episcopal, Cardeal Protopresbítero                |        |
| 15 |         | D. António II D. António Ribeiro                                                | 1928–1998 († 69)      | 10 de Outubro de 1971 24 de Março de 1998     | 26 anos  | Antes Bispo Auxiliar de Braga, Bispo Auxiliar de Lisboa Elevado a Cardeal em 1973 Vigário Militar, Ordinário Militar, Presidente da Conferência Episcopal |        |
| 16 |         | D. José IV D. José da Cruz Policarpo                                            | 1936–2014 († 78 anos) | 24 de Março de 1998 18 de Maio de 2013        | 15 anos  | Antes Bispo Auxiliar de Lisboa, Arcebispo Coadjutor de Lisboa Elevado a Cardeal em 2001 Presidente da Conferência Episcopal                               |        |
| 17 |         | D. Manuel III D. Manuel Clemente                                                | 1948 (76 anos)        | 18 de Maio de 2013 10 de Agosto de 2023       | 10 anos  | Antes Bispo Auxiliar de Lisboa, Bispo do Porto Elevado a Cardeal em 2015 Presidente da Conferência Episcopal                                              |        |
| 18 |         | D. Rui I D. Rui Valério, S.M.M.                                                 | 1964 (60 anos)        | 10 de Agosto de 2023 Presente                 | 631 dias | Antes Bispo das Forças Armadas |        |